# Telicota colon
Telicota colon, bướm phi tiêu cọ nhạt hay bướm phi tiêu vàng nhạt, là một loài bướm thuộc Họ Bướm nhảy.
Ấu trùng ăn Bambusa striata và Ochlandra travancorica.

## Phụ loài
- Telicota colon colon
- Telicota colon argeus (Plötz, 1883) -Pale Darter (tây nam bờ biển của New South Wales, miền bắc Gulf and miền bắc bờ biển của the Northern Territory, miền bắc Gulf and đông bắc bờ biển của Queensland and tây bắc bờ biển của Western Australia, Irian Jaya, Maluku and Papua New Guinea)
- Telicota colon vaja Corbet, 1942 (Philippines to Sumatra and to Timor)
- Telicota colon vega Evans, 1949 (Papua New Guinea)
- Telicota colon stinga (Malacca)
- Telicota colon zara (St. Mathias)